# Nationales Prüfungszentrum
Nacionalinis egzaminų centras (NEC), (deutsch: Nationales Zentrum für Prüfungen) ist die litauische Behörde, die für das Prüfungsverfahren der Abiturienten zuständig ist. Das sog. Zentralabitur ist in Litauen seit 1999 stufenweise eingeführt worden und umfasst jetzt alle staatlichen Abiturprüfungen. Das Zentrum wurde am 1. April 1996 als Egzaminų centras errichtet.  Die Zentralisierung der Prüfungen hat viel zur Transparenz beigetragen und alle Prüfungsmodalitäten vereinheitlicht. Es gibt etwa 70 Mitarbeiter.
Das Zentrum stellt die schriftlichen Prüfungsaufgaben, führt die Prüfungen durch und korrigiert die schriftlichen Aufgaben bzw. bewertet die Ergebnisse der litauischen Abiturienten. Nach der bestandenen staatlichen Prüfung ist der Weg zum Studium an litauischen und europäischen Hochschulen möglich.
Zurzeit gibt es aber Bedenken, da an alle Abiturienten gleiche Anforderungen gestellt werden, obwohl sich die Qualifikation der Lehrer in den Schulen von Großstädten und Kleinstädten oftmals unterscheidet und dadurch nicht die gleichen Vorbereitungsbedingungen gesichert sind. Außerdem variiert die Zahl der Schüler in einzelnen Gruppen (Klassen) von 10 bis 30. Darum gewinnen die Dienstleistungen von Korrepetitoren immer stärker an Popularität.

## Leitung
- bis 2019: Saulė Vingelienė
- seit 2019:  Asta Ranonytė[2]